# Manuel Villaverde Cabral
Manuel Villaverde Cabral, nasceu a 28 de junho de 1940 em Ponta Delgada, S. Miguel, Açores. 
Sociólogo, historiador, professor universitário. Foi Presidente do Instituto de Ciências Sociais da Universidade de Lisboa. Director da Biblioteca Nacional. Calouste Gulbenkian Portuguese Research Fellow, St. Antony’s College. Professor no King's College em Londres. Foi responsável pelo Instituto do Envelhecimento. É professor Jubilado da Universidade de Lisboa, onde foi vice-reitor.  
Foi condecorado com a Grã-Cruz da Ordem da Liberdade (1998) e, em França, com a Ordem do "Chevalier des Palmes Academiques”. 
Foi galardoado na categoria de “Ciência e Investigação”, do Prémio Envelhecimento Ativo Dra. Maria Raquel Ribeiro (2022). 

## Biografia
Filho do engenheiro agrónomo António Joaquim de Andrade Cabral (Lisboa, São Vicente de Fora, 10 de Junho de 1908 - ?), Engenheiro Agrónomo, e de sua mulher Teresa Villaverde Rovirosa (Tarragona, 6 de Janeiro de 1920 - ?), de origens basca e catalã.
Com o regresso dos pais ao Continente, depois de uma estadia de três anos, em que o pai trabalhou para a família dos Bensaúde em Ponta Delgada, a família instalou-se em Oeiras, onde Manuel Villaverde Cabral e o seu irmão Alberto Villaverde Cabral passaram a sua adolescência. Depois dos estudos liceais matriculou-se, em 1957, na Escola Superior de Belas Artes de Lisboa,  em Arquitectura, desistindo no ano seguinte, em virtude do ensino artístico retrógrado que ali se ministrava. Resolveu, então, iniciar uma vida profissional. Trabalhou primeiro no Jornal do Foro, vindo mais tarde a exercer funções  nas mais importantes editoras portuguesas, como foi o caso das Publicações Europa-América. Entrou, então, para o Partido Comunista Português (PCP) em 1958. Perseguido pela PIDE, partiu para França em 1963, onde se exilou. Em Paris foi empregado de livraria, tradutor, consultor e revisor de provas. Em 1968 licenciou-se em Letras Modernas, pela Universidade de Paris. Em França desvinculou-se do PCP, participou activamente no Maio de 68, publicou os Cadernos de Circunstância junto com outros exilados políticos e aproximou-se à extrema esquerda Italiana do grupo Potere Operaio. Após o 25 de Abril (Revolução dos Cravos), regressou a Portugal e iniciou uma carreira académica como Assistente do Instituto Superior de Ciências do Trabalho e da Empresa. Em 1979 doutorou-se em História, na École des Hautes Etudes en Sciences Sociales , com uma tese intitulada Le Portugal de 1890 à 1914: forces sociales, croissance économique et pouvoir politique. Terminou a sua carreira docente como Professor Associado do ISCTE-IUL, funções que acumulou com as de investigador do Instituto de Ciências Sociais da Universidade de Lisboa, a partir de 1982. Também no estrangeiro foi Investigador Visitante da Universidade de Oxford (Calouste Gulbenkian Portuguese Research Fellow, St. Antony’s College) (1976-1979); Professor Visitante da Universidade de Wisconsin (Madison, USA) (1986); Professor Visitante da École des Hautes Etudes en Sciences Sociales (Paris) (1981); Titular da Cátedra de História de Portugal da Universidade de Londres (King’s College) (1982-1995). Foi director da Biblioteca Nacional e, depois, Vice-Reitor da Universidade de Lisboa (1998-2002).
Com João Carlos Espada e José Pacheco Pereira fundou o Clube da Esquerda Liberal, em 1984.
Colabora regularmente com a imprensa, desde que se iniciou em Setembro de 1957 na página de cinema do Diário de Lisboa, tendo publicado em jornais como o Diário de Noticias, o Comércio do Porto e o Público, bem como revistas culturais tais como a Imagem, Gazeta Musical e de todas as Artes, Távola Redonda, Bandarra, Jornal de Letras, entre outros. Fundou a revista política Cadernos de Circunstância, publicada no exílio, colaborando ainda com a Risco e a Finisterra.
Possui a Grã-Cruz da Ordem da Liberdade (2 de Outubro de 1998) e as Palmes Académiques (França).
Desde 2011, é sócio correspondente da Classe de Letras da Academia das Ciências de Lisboa (7.ª Secção - Ciências Sociais e Políticas).
Casou primeira vez com Maria José Saraiva Palla e Carmo, filha de Victor Palla e de sua primeira mulher Zulcides Saraiva, da qual teve uma filha, Bárbara Palla Cabral (Paris, 13 de Agosto de 1965) e uma neta Wanda Boulay Villaverde Cabral.
Casou segunda vez com Sylvine Bernadette Schmitt, de ascendência Alemã, da qual teve dois filhos, Nicolau Schmitt Cabral (Lisboa, 21 de Abril de 1976) e Tomás Schmitt Cabral (Lisboa, 12 de Fevereiro de 1980).
Casou terceira vez com Filomena Maria de Carvalho Serra, filha de José João de Oliveira Serra (7 de Março de 1923 - ?) e de sua mulher Maria Ângela Fróis de Carvalho, sem geração.

## Livros (como autor)
- Cabral, Manuel Villaverde (2002). Saúde e Doença em Portugal. Lisboa: Imprensa de Ciências Sociais
- Cabral, Manuel Villaverde, Aguiar, Joaquim, Aurélio, Diogo Pires, Tribolet, José (1998). Saber e Poder. Lisboa: Livros e Leituras
- Cabral, Manuel Villaverde (1997). Cidadania Política e Equidade Social em Portugal. Oeiras: Celta Editora
- Cabral, Manuel Villaverde, Ferreira, Eduardo de Sousa (1993). Portuguese Studies in International Perspective. Lisboa: CEDEP-Universidade Autónoma de Lisboa
- Cabral, Manuel Villaverde (1984). Proletariado: o Nome e a Coisa. Lisboa: Regra do Jogo
- Cabral, Manuel Villaverde (1979). Portugal na Alvorada do Século XX: Forças Sociais, Poder Político e Crescimento Económico de 1890 a 1914. Lisboa: Regra do Jogo
- Cabral, Manuel Villaverde (1977). O Operariado Português nas Vésperas da República, 1909-1910. Lisboa: Presença
- Cabral, Manuel Villaverde (1976). O Desenvolvimento do Capitalismo em Portugal no Século XIX. Lisboa: Regra do Jogo
- Cabral, Manuel Villaverde, Freitas, Eduardo, Almeida, João Ferreira de (1976). Modalidades de Penetração do Capitalismo na Agricultura: Estruturas Agrárias em Portugal Continental, 1950-1970. Lisboa: Presença
- Cabral, Manuel Villaverde (1974). Materiais para a História da Questão Agrária em Portugal, séculos XIX e XX. Porto: Inova

## Outras Publicações
- Pais, José Machado, Cabral, Manuel Villaverde (2006). Sociología en Portugal. In Diccionario de Sociología (Vol. ). Madrid: Alianza Editorial
- Cabral, Manuel Villaverde (1999). Classes Sociais em Portugal, 1930-1970. In Dicionário de História de Portugal (Vol. ). Porto: Livraria Figueirinhas
- Cabral, Manuel Villaverde (1985). L´État-Providence et le Citoyen, Enciclopedia Universalis. In Enciclopaedia Universalis (Vol. ). Paris: Symposium
- Cabral, Manuel Villaverde (1980). Proletariato. In Enciclopedia Einaudi (Vol. ). Turim: Einaudi
- Cabral, Manuel Villaverde, Ferreira, Pedro Moura, Aboim, Sofia, Vilar, D., Lucas, R. (2008). Sexual Behaviour and the HIV/AIDS Infection in Portugal. Lisboa: